# Музыка Первого
«Му́зыка Пе́рвого» — российский музыкальный телеканал. Начал вещание 1 декабря 2005 года.

## Тематика
Канал делает акцент на показе клипов молодых российских исполнителей. В эфире также музыкальные чарты и развлекательные шоу, в которых можно услышать обсуждения кино, моды, различных молодёжных тем, новости из мира звёзд.
Первоначально телеканал был ориентирован на общую музыкальную тематику, затем из-за конкуренции с другими популярными музыкальными телеканалами, в 2015 году было принято решение переформатировать канал под молодёжную аудиторию.
27 января 2023 года был заблокирован YouTube-канал «Музыка Первого» из-за нарушения условий использования этого видеохостинга. На момент блокировки он насчитывал 1,16 миллиона подписчиков. До этого, в октябре 2022 года, был заблокирован Telegram-канал. Спустя два месяца был создан новый YouTube-канал под названием «Crush TV». На нём выкладываются программы «Вечерний лайк», «Проверка связи», «Что вижу, то пою!» и «Верю — не верю».

## Вещание
Телеканал платный.
Вещание круглосуточное. Формат изображения 16:9.
За рубежом телеканалы из «Цифрового телесемейства» можно смотреть в ряде стран Европы, в Закавказье, в Америке, в Азии, на Ближнем Востоке и в Австралии. По состоянию на 2010 год их аудитория превышала 20 миллионов человек.
В Латвии вещание телеканала «Музыка Первого» было приостановлено в конце 2019 года по решению Национального совета по электронным СМИ (NEPLP).

## Собственники
Телеканал «Музыка Первого» является частью «Цифрового телесемейства», принадлежащего компании «Триколор».
До 2022 года телеканал принадлежал АО «Первый канал. Всемирная сеть».

## Аудитория
Ядро аудитории составляет молодёжь от 14 до 24 лет.

## Мероприятия
В мае телеканал проводит ежегодный музыкальный фестиваль «Маёвка Лайв».
Кроме того, в рамках съёмок шоу, демонстрируемого в новогоднюю ночь, с 2015 года канал устраивает музыкальную вечеринку «#SnowПати» (2017/2018 и 2018/2019 — «Главное белое новогоднее шоу», 2019/2020 — «История белой розы», 2020/2021 — «Тайна белого сада»).
С 2020 года почти все проводимые телеканалом мероприятия не проводились из-за пандемии коронавируса, а также из-за вторжения России на Украину.

## Премии и номинации
| Год  | Премия               | Категория                                                  | Номинированная работа                                                            | Результат | Ист.          |
| ---- | -------------------- | ---------------------------------------------------------- | -------------------------------------------------------------------------------- | --------- | ------------- |
| 2013 | «Золотой луч»        | Музыкальный телеканал: российский канал                    | «Музыка Первого»                                                                 | Победа    | [ 18 ]        |
| 2014 | «Большая цифра 2015» | Музыкальный телеканал                                      | «Музыка Первого»                                                                 | Победа    | [ 19 ]        |
| 2014 | «Большая цифра 2015» | Музыкальный телеканал (по итогам зрительского голосования) | «Музыка Первого»                                                                 | Победа    | [ 19 ]        |
| 2015 | «Золотой луч»        | Дизайн и стиль телеканала                                  | «Музыка Первого»                                                                 | Победа    | [ 20 ]        |
| 2016 | «Золотой луч»        | Музыкальный телеканал                                      | «Музыка Первого»                                                                 | Победа    | [ 21 ] [ 22 ] |
| 2017 | «Большая цифра 2018» | Развлекательный телеканал                                  | «Музыка Первого»                                                                 | Номинация | [ 23 ]        |
| 2017 | «Большая цифра 2018» | Музыкальный телеканал (по итогам зрительского голосования) | «Музыка Первого»                                                                 | Победа    | [ 24 ]        |
| 2017 | «Большая цифра 2018» | Лучшее музыкальное событие, организованное телеканалом     | Главное белое новогоднее шоу #SnowПати2, телеканал «Музыка Первого»              | Номинация | [ 23 ] [ 19 ] |
| 2017 | «Большая цифра 2018» | Лучшее музыкальное событие, организованное телеканалом     | Ежегодный фестиваль молодых суперхитов «Маёвка Лайв», телеканал «Музыка Первого» | Победа    | [ 24 ] [ 25 ] |
| 2018 | «Золотой луч»        | Музыкальный телеканал                                      | «Музыка Первого»                                                                 | Победа    | [ 26 ] [ 27 ] |
| 2018 | «Большая цифра 2019» | Музыкальный телеканал (по итогам зрительского голосования) | «Музыка Первого»                                                                 | Победа    | [ 28 ] [ 29 ] |
| 2019 | «Золотой луч»        | Лучшее внеэфирное продвижение телеканала                   | #PROЛЕТО, телеканал «Музыка Первого»                                             | Победа    | [ 30 ] [ 31 ] |
| 2019 | «Большая цифра 2020» | Музыкальный телеканал (по итогам зрительского голосования) | «Музыка Первого»                                                                 | Победа    | [ 32 ] [ 33 ] |

Кроме того, телеканал является обладателем серебряной кнопки «Ютюба» (за 100 тысяч подписчиков на YouTube-канале).